# Kasteel van Zwevegem

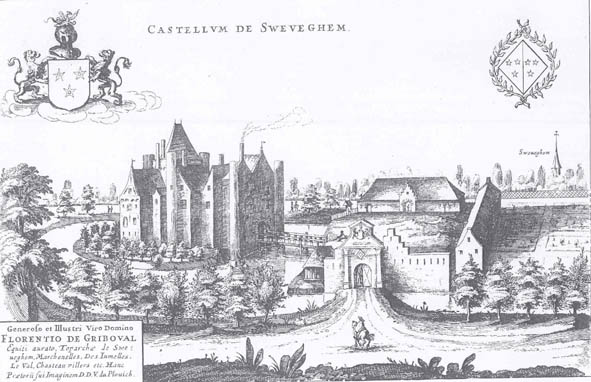
Het kasteel in de 17e eeuw

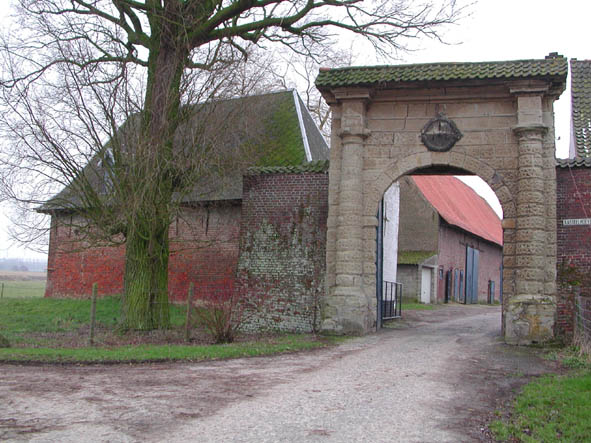
Poortgebouw

Het Kasteel van Zwevegem was een kasteel in de West-Vlaamse plaats Zwevegem, gelegen aan de huidige Avelgemstraat 180-182.

## Geschiedenis
Het kasteel was de zetel van de heren van Zwevegem, die voor het eerst werden vermeld in de 12e eeuw. Omstreeks 1270 kwam de heerlijkheid in bezit van de familie Van Steenhuse. In 1415 werd de heerlijkheid verkocht aan Janne van Halewijn.
In 1578 werd het kasteel vernield tijdens de godsdiensttwisten. In 1606 stierf Ferdinand van Halewijn kinderloos, en de heerlijkheid kwam aan de familie de Griboval. In 1665 werd de heerlijkheid verheven tot graafschap. Tijdens de Negenjarige Oorlog (1688-1697) werd een Frans garnizoen in het kasteel gelegerd en in 1694 werd het geplunderd. In 1679 werd Joseph Ignace de Nassau de eigenaar door erfenis. Door zijn nakomelingen werd het kasteel verwaarloosd, uiteindelijk gesloopt en 1752 werden de materialen van het kasteel verkocht. De laatste eigenaar van de heerlijkheid was Alexander van Nassau, die kanunnik was te Luik. Door de Fransen werden diens goederen genaast en openbaar verkocht.

## Heden
Hoewel het kasteel gesloopt werd, zijn er nog enkele bouwwerken die aan het kasteel herinneren, en wel:
- Op Avelgemstraat 180 bevindt zich het tweede neerhof, dat voor het eerst in 1740 werd vermeld. In 1781 werd een houten schuur gesloopt. Tegenwoordig bestaat het uit een boerenwoning 19e-eeuws uiterlijk maar kern van 1740), een stalvleugel met poortgebouw, een muur met toegangspoort.
- Op Avelgemstraat 182 bevindt zich de Kasteelhoeve, die al in 1502 werd vermeld. Het erf wordt betreden via een poortgebouw dat al in 1641 op een kaart te vinden is en in renaissancestijl werd opgetrokken. Het boerenhuis heeft een begin 20e-eeuws uiterlijk, maar een oudere kern. Rechts van het poortgebouw staat het voormalig koetshuis en er is een dubbele dwarsschuur van 1882. Ook is er een stalvleugel. Dit alles is gegroepeerd rond een erf.